# Allsvenskan i ishockey 1988
Allsvenskan i ishockey 1988 spelades som en slutspelsserie för de två bästa lagen från varje serie i Division I. Nytt för säsongen var att även de två sämsta lagen från höstens spel i  Elitserien spelade i Allsvenskan under våren, totalt tio lag och 18 omgångar.
De två främsta lagen i seriespelet möttes i den allsvenska finalen i bäst av fem matcher. Vinnaren var kvalificerad för Elitserien medan tvåan fick försöka igen i kvalserien till Elitserien. Tredje och fjärde laget i seriespelet gick direkt till playoff 3, medan lag 5–8 kvalificerat sig för playoff 2.
De lag i Division I som inte kvalificerat sig för Allsvenskan spelade vidare i fortsättningsserier där de två främsta lagen i respektive serie kvalificerat sig för playoff. De tre lag som vann playoff gick tillsammans med tvåan från den allsvenska finalen till kvalserien till Elitserien.

## Deltagande lag
| Lag                 | Län                     | Ort            | Serie             |
| ------------------- | ----------------------- | -------------- | ----------------- |
| Huddinge IK         | Stockholms län          | Stockholm      | Division I Östra  |
| Nacka HK            | Stockholms län          | Stockholm      | Division I Östra  |
| Rögle BK            | Kristianstads län       | Ängelholm      | Division I Södra  |
| Skellefteå HC       | Västerbottens län       | Skellefteå     | Elitserien        |
| Sollefteå HK        | Västernorrlands län     | Sollefteå      | Division I Norra  |
| IF Sundsvall Hockey | Västernorrlands län     | Sundsvall      | Division I Norra  |
| IK Vita Hästen      | Östergötlands län       | Norrköping     | Division I Västra |
| Väsby IK            | Stockholms län          | Upplands Väsby | Elitserien        |
| Västra Frölunda HC  | Göteborgs och Bohus län | Göteborg       | Division I Södra  |
| Örebro IK           | Örebro län              | Örebro         | Division I Västra |

## Förlopp
Inför Allsvenskan var de allsvenska tränarna överens om att Skellefteå och Örebro var favoriterna till att mötas i den allsvenska finalen. Örebro förlorade dock bägge sina möten med Frölunda respektive Rögle och de förlusterna höll dem borta från den absoluta toppstriden. Skellefteå å andra sidan lyckades inte säkra finalplatsen förrän i sista matchens sista period då man avgjorde matchen mot Sundsvall och lyckades ta den andra finalplatsen från Rögle som annars fått den.

## Poängtabell
| Nr | Lag                 | S  | V  | O | F  | GM  | IM  | MS  | P  |
| -- | ------------------- | -- | -- | - | -- | --- | --- | --- | -- |
| 1  | Västra Frölunda HC  | 18 | 14 | 0 | 4  | 106 | 69  | +37 | 28 |
| 2  | Skellefteå HC       | 18 | 13 | 0 | 5  | 85  | 49  | +36 | 26 |
| 3  | Rögle BK            | 18 | 12 | 2 | 4  | 87  | 57  | +30 | 26 |
| 4  | Örebro IK           | 18 | 12 | 1 | 5  | 75  | 51  | +24 | 25 |
| 5  | Väsby IK HK         | 18 | 8  | 3 | 7  | 67  | 68  | −1  | 19 |
| 6  | IF Sundsvall Hockey | 18 | 7  | 3 | 8  | 70  | 79  | −9  | 17 |
| 7  | Huddinge IK         | 18 | 7  | 1 | 10 | 77  | 77  | 0   | 15 |
| 8  | Nacka HK            | 18 | 4  | 2 | 12 | 54  | 73  | −19 | 10 |
| 9  | Vita Hästen         | 18 | 3  | 3 | 12 | 61  | 88  | −27 | 9  |
| 10 | Sollefteå HK        | 18 | 2  | 1 | 15 | 51  | 122 | −71 | 5  |

## Allsvensk final
Den allsvenska finalen spelades mellan Västra Frölunda HC och Skellefteå HC i bäst av fem matcher. Skellefteå HC vann finalserien, men det dröjde till den femte omgången innan de kunde avgöra. Det var första gången det krävdes att alla fem matcherna spelades i den allsvenska finalen, tidigare hade den alltid slutat med 3–0. Skellefteå vann de två första matcherna och ledde den tredje med 5–3 när drygt sju minuter återstod av matchen och Jörgen Petersson reducerade. 37 sekunder senare kvitterade 16-årige Niklas Andersson och med 13 sekunder kvar av matchen tilldömdes Frölunda en straff efter en fällning av Thomas Sjögren. Skyttekungen Sjögen la själv straffen och hade inte några större svårigheter att lura Sam Lindståhl i Skellefteås bur.
Den fjärde matchen blev lika spännande. När slutsignalen ljöd stod det 5–5 och förlängning vidtog. Det visade sig bli en rekordförlängning på hela 34 minuter och 18 sekunder innan Frölundas John Newberry kunde peta in 6–5 och tvinga fram en femte match.
Kvällen den 23 mars var spänningen på topp i Göteborg. I Scandinavium satt 12 365 åskådare och i hemmen bänkade man sig framför kabel-TV:n för att se matchen. Det tog inte ens 13 minuter innan Skellefteås Kari Jalonen grusade Göteborgarnas förhoppningar med 3–0 och sedan strömmade målen in. Slutresultatet blev förnedrande 1–10 och Skellefteå var återigen kvalificerade för Elitserien medan Västra Frölunda fick nöja sig med en andra chans i kvalserien.

### Matcher
| 1 |  | Västra Frölunda HC | 2–4             | Skellefteå HC   |                                             |                                             |
|   |  | (1–2, 1–1, 0–1)    | (1–2, 1–1, 0–1) | (1–2, 1–1, 0–1) | Publik: 11 913 Domare: Dag Olsson, Borlänge | Publik: 11 913 Domare: Dag Olsson, Borlänge |
|   |  |                    |                 |                 | Publik: 11 913 Domare: Dag Olsson, Borlänge | Publik: 11 913 Domare: Dag Olsson, Borlänge |
|   |  |                    |                 |                 | Publik: 11 913 Domare: Dag Olsson, Borlänge | Publik: 11 913 Domare: Dag Olsson, Borlänge |
|   |  |                    |                 |                 | Publik: 11 913 Domare: Dag Olsson, Borlänge | Publik: 11 913 Domare: Dag Olsson, Borlänge |
|   |  |                    |                 |                 | Publik: 11 913 Domare: Dag Olsson, Borlänge | Publik: 11 913 Domare: Dag Olsson, Borlänge |
|   |  |                    |                 |                 | Publik: 11 913 Domare: Dag Olsson, Borlänge | Publik: 11 913 Domare: Dag Olsson, Borlänge |

| 2 |  | Skellefteå HC   | 5–1             | Västra Frölunda HC |                                             |                                             |
|   |  | (3–0, 0–0, 2–1) | (3–0, 0–0, 2–1) | (3–0, 0–0, 2–1)    | Publik: 4 315 Domare: Ola Nässén, Norrtälje | Publik: 4 315 Domare: Ola Nässén, Norrtälje |
|   |  |                 |                 |                    | Publik: 4 315 Domare: Ola Nässén, Norrtälje | Publik: 4 315 Domare: Ola Nässén, Norrtälje |
|   |  |                 |                 |                    | Publik: 4 315 Domare: Ola Nässén, Norrtälje | Publik: 4 315 Domare: Ola Nässén, Norrtälje |
|   |  |                 |                 |                    | Publik: 4 315 Domare: Ola Nässén, Norrtälje | Publik: 4 315 Domare: Ola Nässén, Norrtälje |
|   |  |                 |                 |                    | Publik: 4 315 Domare: Ola Nässén, Norrtälje | Publik: 4 315 Domare: Ola Nässén, Norrtälje |
|   |  |                 |                 |                    | Publik: 4 315 Domare: Ola Nässén, Norrtälje | Publik: 4 315 Domare: Ola Nässén, Norrtälje |

| 3 |  | VästraFrölunda HC | 6–5             | Skellefteå HC   |                                                |                                                |
|   |  | (2–1, 1–3, 3–1)   | (2–1, 1–3, 3–1) | (2–1, 1–3, 3–1) | Publik: 12 129 Domare: Bengt Svensson, Ljungby | Publik: 12 129 Domare: Bengt Svensson, Ljungby |
|   |  |                   |                 |                 | Publik: 12 129 Domare: Bengt Svensson, Ljungby | Publik: 12 129 Domare: Bengt Svensson, Ljungby |
|   |  |                   |                 |                 | Publik: 12 129 Domare: Bengt Svensson, Ljungby | Publik: 12 129 Domare: Bengt Svensson, Ljungby |
|   |  |                   |                 |                 | Publik: 12 129 Domare: Bengt Svensson, Ljungby | Publik: 12 129 Domare: Bengt Svensson, Ljungby |
|   |  |                   |                 |                 | Publik: 12 129 Domare: Bengt Svensson, Ljungby | Publik: 12 129 Domare: Bengt Svensson, Ljungby |
|   |  |                   |                 |                 | Publik: 12 129 Domare: Bengt Svensson, Ljungby | Publik: 12 129 Domare: Bengt Svensson, Ljungby |

| 4 |  | Skellefteå HC             | 5–6 (e.fl.)               | Västra Frölunda HC        |                                         |                                         |
|   |  | (1–1, 2–2, 2–2, 0–0, 0–1) | (1–1, 2–2, 2–2, 0–0, 0–1) | (1–1, 2–2, 2–2, 0–0, 0–1) | Publik: 5 081 Domare: Kjell Lind, Gävle | Publik: 5 081 Domare: Kjell Lind, Gävle |
|   |  |                           |                           |                           | Publik: 5 081 Domare: Kjell Lind, Gävle | Publik: 5 081 Domare: Kjell Lind, Gävle |
|   |  |                           |                           |                           | Publik: 5 081 Domare: Kjell Lind, Gävle | Publik: 5 081 Domare: Kjell Lind, Gävle |
|   |  |                           |                           |                           | Publik: 5 081 Domare: Kjell Lind, Gävle | Publik: 5 081 Domare: Kjell Lind, Gävle |
|   |  |                           |                           |                           | Publik: 5 081 Domare: Kjell Lind, Gävle | Publik: 5 081 Domare: Kjell Lind, Gävle |
|   |  |                           |                           |                           | Publik: 5 081 Domare: Kjell Lind, Gävle | Publik: 5 081 Domare: Kjell Lind, Gävle |

| 5 |  | Västra Frölunda HC | 1–10 | Skellefteå HC |                                                  |  |
|   |  |                    |      |               | Publik: 12 365 Domare: Billy Fredriksson, Molkom |  |
|   |  |                    |      |               |                                                  |  |
|   |  |                    |      |               |                                                  |  |
|   |  |                    |      |               |                                                  |  |
|   |  |                    |      |               |                                                  |  |
|   |  |                    |      |               |                                                  |  |

Skellefteå vinner med 3–2 i matcher och är klar för Elitserien nästa säsong.